# Ariel Edgardo Torrado Mosconi
Ariel Edgardo Torrado Mosconi (Veinticinco de Mayo, Província de Buenos Aires, 18 de janeiro de 1961) é um clérigo argentino e bispo católico romano de Nueve de Julio.

## Biografia
Ariel Edgardo Torrado Mosconi formou-se inicialmente como engenheiro-agrônomo e em 1983 ingressou no seminário da Arquidiocese de Buenos Aires. Após concluir seu bacharelado em teologia, ele obteve seu diploma em teologia moral. Em 17 de novembro de 1990 recebeu o Sacramento da Ordem do Arcebispo de Buenos Aires, Antonio Quarracino.
Em 1992, depois de dois anos como capelão, tornou-se prefeito e depois sub-reitor do seminário de Buenos Aires. Assumiu em 1999 a direção da paróquia de São Bernardo. Em 2005 tornou-se pároco de San Isidro Labrador e ocupou vários cargos diocesanos. Foi membro do Conselho dos Presbíteros e do Colégio dos Consultores, Secretário do Departamento de Educação e da Comissão Episcopal de Liturgia. Foi também assessor do Instituto Cultural da Pontifícia Universidade Católica da Argentina.
Em 22 de novembro de 2008, o Papa Bento XVI o nomeou bispo titular de Vicus Pacati e bispo auxiliar de Santiago del Estero. O arcebispo de Buenos Aires, Jorge Mario Cardeal Bergoglio SJ, o consagrou em 13 de dezembro do mesmo ano; os co-consagradores foram o bispo auxiliar de La Plata, Antonio Marino, e o bispo de Santiago del Estero, Francisco Polti Santillán.

O Papa Francisco o nomeou Bispo Coadjutor de Nueve de Julio em 12 de maio de 2015. Com a renúncia de Martín de Elizaldes, OSB em 1º de dezembro de 2015, sucedeu-o como Bispo de Nueve de Julio.